# Колонії герцогства Курляндії
Колонії герцогства Курляндії — заморські колонії герцогства Курляндії і Семигалії в  Західній Африці (біля річки Гамбії) і на острові Тобаго в Карибському басейні біля берегів Південної Америки. Ідея створити колонії належала герцогу Якову, найвизначнішому серед курляндських правителів.

## Назва
- Коло́нії Ку́рляндії і Се́мигалії — за назвою герцогства.
- Коло́нії Ку́рляндії , або Курля́ндські колонії — за короткою назвою герцогства, а також російської губернії, що охоплювала усі терени колишнього герцогства.

## Історія

### Передумови
Курляндія стала герцогством в 1561 році як васал Великого князівства Литовського (з 1569 — Речі Посполитої) на території сучасної Латвії. Її населення становило близько 200 000 чоловік. Правлячий клас, а також купецтво складалося в основному з балтійських німців, що складали освічену меншість населення, тоді як більшість населення герцогства становили латиські селяни.
При герцозі Якові Кеттлері держава досягла вершини процвітання. Під час своїх подорожей Західною Європою Якоб став енергійним і послідовним прихильником меркантилістичних ідей. Завдяки зусиллям герцога отримали значний розвиток металообробка і кораблебудування. Торгівельні відносини були встановлені не тільки з найближчими країнами, такими як Річ Посполита, Московське царство, Пруссія, але і з Англією, Францією, Нідерландами, Португалією та іншими Герцог Яків намагався почати торгівлю навіть з Персією через Русь. За кордон герцогство вивозило інструменти, мушкети, порох, гармати, прядиво, зерно, вугілля, дьоготь, і навіть вино, яке, хоч і в малій кількості, вироблялося в містечку Сабіле. Продаж цих товарів приносило герцогу Якову величезні доходи, він став багатшим за всіх німецьких герцогів Європи того часу. Ввозило герцогство в основному тільки сіль, залізо, золото і прянощі.
Кеттлер створив досить великий торговий флот в Європі, з головними портами в Віндаві (сьогодні Вентспілс) і Лібава (нині Лієпая). Торговий флот Курляндії спочатку, за укладеним в Амстердамі  договором, перебував під захистом Голландського флоту, але пізніше, коли голландці побачили зростання курляндського впливу, відмовилися захищати його, як флот конкуруючої з Нідерландами держави. Король Данії Фредерік III, як компенсацію за завданий в Копенгагені збиток курляндським кораблям і товару, який перебували на них, дав герцогу Якову привілей на торгівлю сіллю в Данії і Норвегії. Тоді ж Яків орендував у данського короля залізні рудники в Норвегії.

### Початок колонізації

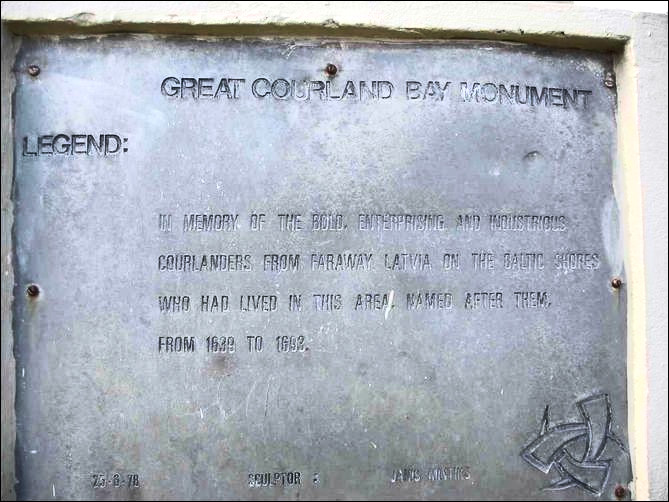
Курляндський монумент

Кораблі герцогства робили торгові подорожі до Вест-Індії, приблизно, з 1637 року, коли курляндський корабель зробив спробу заснувати колонію на Тобаго з 212 поселенцями. Колишнє європейське поселення, голландська колонія, засноване в 1628 році, було знищено іспанцями п'ятьма місяцями раніше.
Перша курляндська спроба виявилася невдалою, як і друга, започаткована в 1639 році.
У 1642 році два кораблі з 300 поселенцями спробували заснувати поселення на північному березі біля Курляндського затоки, але були зупинені карибами.
Ці невдачі змусили герцогство перенести свої зусилля в іншу частину світу, і в 1651 році була нарешті створена перша успішна колонія, але тепер уже в Африці, на острові Джеймс (названому ними островом Святого Андрія), де був заснований форт Якоб.  Курляндці зайшли на 30-гарматному кораблі «Кит» в гирло річки Гамбія і купили у місцевого правителя по імені Кумбо острів Св. Андрія, а у вождів Барра і Косана — землі по обох узбережжях річки. Крім форту, курляндці побудували склади, бараки для негрів-рабів, в'язницю, лютеранську церкву, житлові будинки і 13 факторій за голландським зразком, у яких вівся обмін з місцевими племенами — курляндці обмінювали тканини, намисто, бренді і вироби з металу на золото, слонову кістку, перець, рабів, віск, шкіри звірів і пальмову олію. Через кілька місяців після заснування колонії, прийшов ще один курляндський корабель — 24-гарматний «Крокодил» з 60-70 солдатами. До 1655 року населення курляндской колонії становило 150—200 військових, які служили для захисту фортів, і кілька десятків купців, що вели торгівлю з місцевими племенами і керували факторіями.
Незабаром після цього, у листопаді 1653 року з Віндави на Тобаго відплив 45-гарматний корабель «Das Wappen der Herzogin von Kurland», і прибув туди 20 травня 1654 року. На борту корабля прибули 25 офіцерів, 124 солдата і 80 сімей колоністів (зокрема латиських селян і ремісників, яким герцог Яків обіцяв дати свободу) для заселення Тобаго. Капітан Віллем Молленс оголосив острів «Новою Курляндією». Форт, споруджений на південному заході острова, отримав назву Форт-Якоб, а навколишній його місто було названо Якобштадт (Місто Якова). Навколишня місцевість отримала курляндські назви: Велика курляндська затока, Затока Якова, Нова Мітаві, Затока Лібау, Мала Курляндська затока. У перший же рік існування колонії поселенцями була побудована лютеранська церква. Щоб колонія розвивалася, герцог Якоб наказав створити на Тобаго плантації цукрової тростини, тютюну і кави.
П'ятьма місяцями пізніше на острові була заснована друга голландська колонія, яка  незабаром значно перевершила курляндську за чисельністю населення. Курляндських колоністів, після приєднання ще 120 нових, в 1657 році було 600 осіб, а голландська колонія в наступному році, після приєднання 500 французьких поселенців, досягла населення 1200 чоловік. Експорт в Європу включав цукор, тютюн, каву, бавовну, імбир, індиго, ром, какао, черепашачі панцири, тропічних птахів та ін

### Занепад
Герцогство Курляндське перебувало в сфері інтересів Швеції і Польщі. У 1655 році шведська армія вступила на територію герцогства і почалася Північна війна 1655—1660 років. У 1658—1660 роках герцог Яків перебував у шведському полоні. Протягом цього періоду колонія з торговими кораблями і факторіями була захоплена більш численними голландськими колоністами. Голландські поселенці оточили Форт Яків і змусили Хуберта де Беверін, курляндського губернатора, здатися.
Курляндія офіційно поступилася Новою Курляндією 11 грудня 1659 року. Те ж саме відбулося і з курляндскою колонією в Гвінеї, голландський флот з другої спроби, після тривалої облоги, здобув Форт-Яків та взяв у полон губернатора Отто фон Штилю. Війна закінчилася Оливською угодою (підписаною біля Гданська) в 1660 році, на підставі якого Тобаго був повернутий Курляндії.
Поселенці залишили Тобаго в 1666 році, можливо, після піратської атаки, яка сталася в цьому році. У 1668 році курляндський корабель спробував знову зайняти Форт Яків, але був зупинений голландцями. Тобаго був знову відновлений лише на короткий період у кінці правління Якова зі спробою в 1680 році знову заснувати колонію. Він почав відновлювати флот і факторії, але герцогство ніколи більше не досягла колишнього процвітання. Острів був покинутий з березня 1683 по червень 1686 року, і, в травні 1690 року, незабаром після того, як острів був проданий, курляндці остаточно покинули Тобаго, хоча губернатори продовжували призначатися до 1795 року. Монумент близько Курляндського затоки позначає місце поселення.
З 1654 року також велися переговори з папою Інокентієм Х з питання про придбання Курляндією колоній на Тихому океані, але вони ні до чого не привели, так як папа зажадав, щоб у цих колоніях допускалися тільки католицькі місіонери. Останньою спробою Курляндського герцогства створити колонію була споруда поселення поряд з сучасним Токо на Тринідаді в Карибському басейні.

## Список
- Острів святого Андрія (нині частина Гамбії) — з 1651 по 1661
- Нова Курляндія (Тобаго; нині частина Тринідаду і Тобаго) — з 1654 по 1659; з 1660 по 1689

| 1642-1643 | Edward Marshall   |
| 1643-1650 | Cornelius Caroon  |
| 1654-165? | Adrien Lampsius   |
| 1656-1659 | Hubert de Beveren |
| 1660-1689 | ?                 |